# Шатры (Комсомольский район)
 Шатры — деревня в Комсомольском районе Ивановской области. Входит в состав Писцовского сельского поселения.

## География
Находится в западной части Ивановской области на расстоянии приблизительно 22 км на север-северо-восток по прямой от районного центра города Комсомольска.

## История
Деревня появлялась на карте еще 1840 года. В 1872 году здесь (деревня Нерехтского уезда Костромской губернии) было учтено 34 двора, в 1907 году — 59.

## Население
Постоянное население составляло 183 человека (1872 год), 274 (1897), 354 (1907), 106 в 2002 году (русские 92 %), 102 в 2010.